# 朝香涼
朝香 涼（あさか りょう）は、日本のAV女優。

## 人物・プロフィール
- 身長：152cm
- スリーサイズ：B86cm、W58cm、H83cm

## 略歴
2009年にAVデビュー。

## 作品

### アダルトビデオ
2009年
- REC 78（11月12日、プレステージ）
- HOT TOGETHER!! 10（11月20日、プレステージ）オムニバス作品
- 騎乗位×騎乗位 腰振る女達 1 （11月20日、映天）オムニバス作品
- 性感チェック！ vol.8 朝香涼（12月16日、テクニカルスタッフ）

2010年
- カリスマアイドル対抗!! 完全撮りおろし ガチフェラ早出しバトル! 3（2月26日、レアル・ワークス）
- スゴ～く！制服の似合う素敵な娘 りょう（4月5日、オーロラプロジェクト・アネックス）
- いいなり女子校生 りょう（5月25日、隼エージェンシー）
- 初めての真正中出し 朝香涼（5月29日、モブスターズ）
- 育成日記 妹の美乳 2（6月15日、ケー・トライブ）
- コス姫 宇宙少女 りょう（6月25日、メディアステーション）
- 拝啓、お兄ちゃん。 朝香涼（7月1日、ワンズファクトリー）
- 姉妹を超えた秘密のレズ恋愛 私は妹に恋をした…。（7月8日、ディープス）
- 催眠 赤 DX 33 ドキュメント編（7月16日、アウダースジャパン）
- 催眠 赤 DX 33 スーパーmc編（7月16日、アウダースジャパン）
- 美人すぎる農家の娘（7月16日、S級素人）
- ソルトシャワー 熟若女のおしっこみせて Vol.9 （7月19日、ゲロニア）オムニバス作品
- 第6回女子高生!妹グランプリ こんな妹が欲しかった! アナタが決める1億2000万人の『僕だけの妹』選手権(8月5日、ディープス)
- hi★touch Vol.3 『オナニー大好き美女3人が勃起チ○ポに発情してトコロ構わず即尺&即H』(8月5日、CUTIE&HONEY)
- 内定下さい!!（8月20日、KMP）
- フェラコレ特別編 3 4時間まるごとWフェラ（8月25日、隼エージェンシー）
- こだわりの手こき4時間SP 16（8月25日、隼エージェンシー）オムニバス作品
- 朝香涼がハダカ店長に就任（8月27日、EROTICA）
- フェラコレ 女子校生編 3（9月25日、隼エージェンシー）